# NGC 4204
NGC 4204 ist eine Balken-Spiralgalaxie vom Hubble-Typ SBdm im Sternbild Haar der Berenike am Nordsternhimmel. Sie ist schätzungsweise 38 Millionen Lichtjahre von der Milchstraße entfernt und hat einen Durchmesser von etwa 40.000 Lichtjahren. 
Das Objekt wurde am 27. April 1785 von dem Astronomen William Herschel mithilfe seines 18,7 Zoll-Spiegelteleskops entdeckt.